# Laura Rappoldi
Laura Rappoldi (nata Kahrer; Mistelbach, 14 gennaio 1853 – Dresda, 2 agosto 1925) è stata una pianista austriaca.

## Biografia
Figlia di un funzionario pubblico, prese lezioni di musica in tenera età. Già all'età di undici anni scrisse le sue prime composizioni. Incoraggiata dall'imperatrice Elisabetta, dal 1866 al 1869 studiò al Conservatorio di Vienna con Josef Dachs, Felix Otto Dessoff e Anton Bruckner. Nel 1868 vinse il primo premio in un concorso per pianoforte e composizione, e dal 1870 al 1873 fu allieva di Franz Liszt a Weimar. Studiò inoltre con Adolf Henselt a San Pietroburgo e con Hans von Bülow a Monaco di Baviera.
Con la sua famiglia prese parte a tournée di concerti in Germania, Polonia e Russia negli anni 1870. Dovette rinunciare ad una serie di esibizioni negli Stati Uniti dopo la morte della madre (1873) e del padre (1875).
Nel 1874 sposò il musicista viennese Eduard Rappoldi (1831-1903) a Stettino, che aveva conosciuto nel 1870 durante un concerto a Praga. La coppia ebbe cinque figli.
Insieme a suo marito si esibì in diverse tournée in Danimarca, nello stato dell'Oldenburgo e nei paesi settentrionali e occidentali dell'Impero tedesco, nonché in Austria e in Inghilterra. Dal 1885 al 1886 prese parte ad una tournée europea con Amalie Joachim.
Alla fine degli anni 1880 si stabilì a Dresda su richiesta del marito e dal 1890 diede lezioni di pianoforte alla Hochschule für Musik Carl Maria von Weber. Fu nominata professoressa nel 1911 e dal 1921 diresse dei corsi di perfezionamento per pianoforte.